# Baarschot (Deurne)
Baarschot is een buurtschap  in de gemeente Deurne, in de Nederlandse provincie Noord-Brabant. 
Baarschot, een naam die een hoog stuk land, vooruitstekend in moerassig gebied betekent, is een middeleeuwse buurtschap op enkele hogere dekzandruggen langs het dal van de Astense Aa in de voormalige gemeente Vlierden.

## Buitenhuis van De Maurissens
In de buurtschap, voornamelijk bestaand uit boerderijen, stond tot 1965 het buitenhuis van de adellijke familie De Maurissens. Dit huis werd vóór 1795 gebouwd, vermoedelijk eerder in de 18e eeuw. Het bestond uit een eenlaags symmetrisch huis met een kap en een verhoogd middengedeelte boven de deur. Aan weerszijden van de deur bevonden zich twee hoge schuifvensters, evenals boven de deur in het verhoogde middengedeelte.

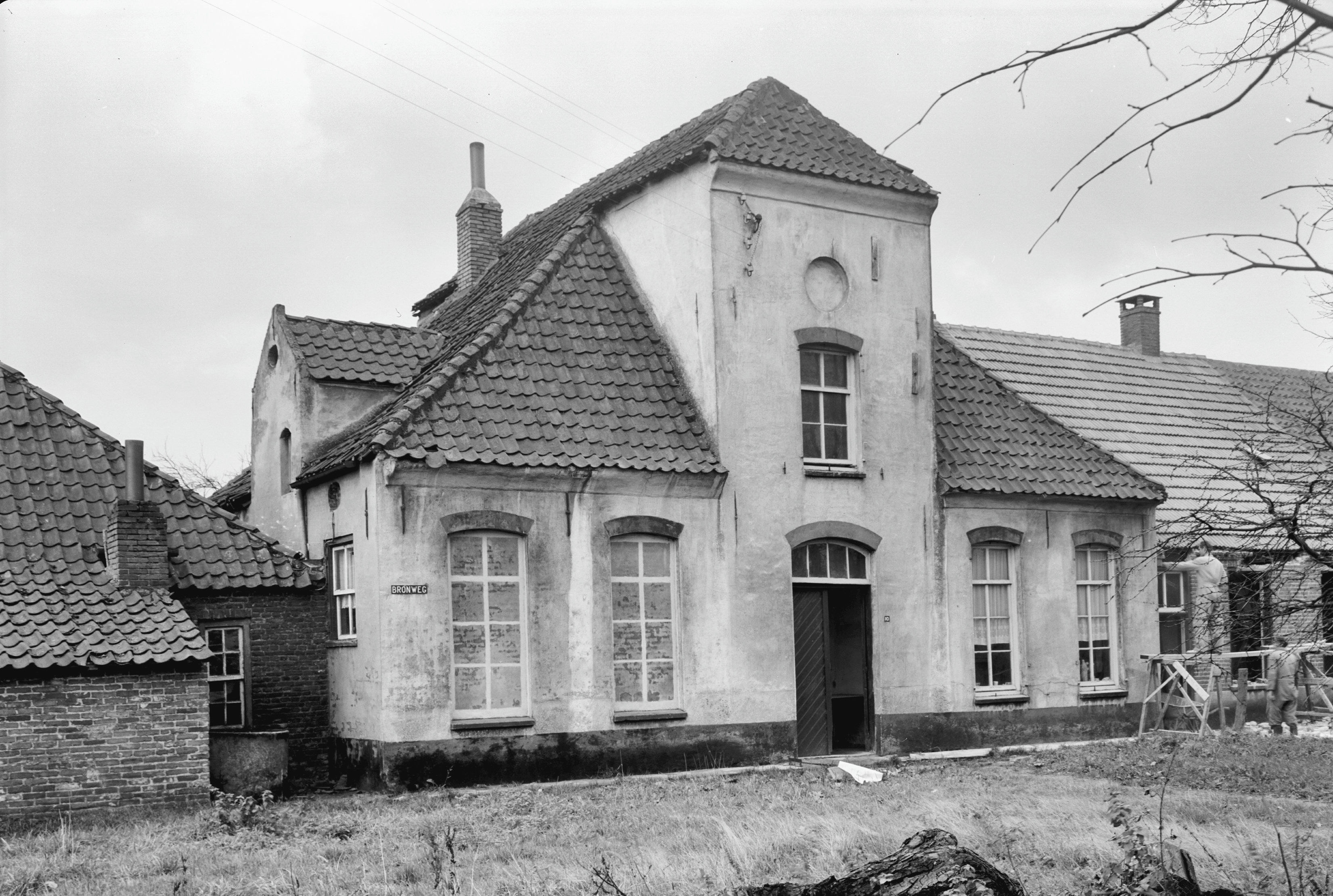
Huis "De Baerschot" (1963)

Dorpen: Deurne · Helenaveen · Liessel · Neerkant · Vlierden · Walsberg

Buurtschappen: Baarschot · Belgeren · Bleijs · Breemortel · Groote Bottel · Kleine Bottel · Groot Bruggen · Klein Bruggen · Derp · Donschot · Haageind · Halte · Hanenberg · Heieind · Heimolen · Heitrak · Kerkeind · Kranenmortel · Kulert · Leensel · Luttel Meijel · Merlenberg · Molenhof · Pannenschop · Ruth · Schans · Schelm · Sloot · Veldheuvel · Vloeieind · De Voorstad · Voorste Beerdonk · Voort · Vreekwijk

Noord-Brabant: Steden en dorpen      Nederland: Provincies · Gemeenten